# Jerrod Mustaf
Jerrod Mustaf (ur. 28 października 1969 w Whiteville, zm. 28 października 2024) – amerykański koszykarz, występujący na pozycjach silnego skrzydłowego lub środkowego.
W 1988 wystąpił w meczu gwiazd amerykańskich szkół średnich - McDonald’s All-American, został też zaliczony do II składu Parade All-American. W 1986 zaliczono go do IV składu Parade All-American, a rok później do trzeciego.
W 1990 New York Knicks wybrali go w I rundzie draftu NBA z numerem 17.

## Osiągnięcia
Na podstawie, o ile nie zaznaczono inaczej.
NCAA
- Zaliczony do III składu konferencji Atlantic Coast (ACC – 1990)

Drużynowe
- Mistrz Hiszpanii (1997)
- Wicemistrz:
  - NBA (1993)
  - Euroligi (1997)
- Zdobywca pucharu:
  - Grecji (1995)
  - Polski (2000, 2001)
- Brązowy medalista mistrzostw Polski (2001)
- Finalista superpucharu Polski (2000)